# Mihai Pătraşcu
Mihai Pătraşcu (1982-2012) est un informaticien théoricien roumano-américain qui travaillait aux AT&T Labs (en) à Florham Park, (New Jersey).

## Biographie
Pătraşcu est élève au Carol I National College (en) à Craiova. Encore au collège, il gagne plusieurs médailles aux Olympiades internationales d'informatique. Il fait ses études undergraduate et graduate en informatique au Massachusetts Institute of Technology, et il obtient une thèse de Ph. D. sous la direction de Erik Demaine en 2008 avec une thèse intitulée Lower Bound Techniques for Data Structures.

## Recherche
Les travaux de Pătraşcu portaient sur des questions fondamentales concernant des structures de données de base. Pătraşcu a reçu le prix Machtey (en) du meilleur article d'étudiant au Symposium on Foundations of Computer Science en 2008, et le prix Presburger de la European Association for Theoretical Computer Science en 2012, « pour avoir supprimé de nombreux obstacles anciens sur des problèmes fondamentaux de structure des données, ce qui a non seulement revitalisé, mais aussi révolutionné un domaine resté presque silencieux pendant plus d'une décennie. »
Pătraşcu est mort en 2012 des suites d'une tumeur du cerveau,,,

## Publications (sélection)
- Timothy M. Chan, Mihai Pătraşcu et Liam Roditty, « Dynamic connectivity: connecting to networks and geometry », SIAM Journal on Computing, vol. 40, no 2,‎ 2011, p. 333–349 (DOI 10.1137/090751670, arXiv 0808.1128, lire en ligne) — Une version prélimiaire est parue dans FOCS 2008.
- Mihai Pătraşcu, « Unifying the landscape of cell-probe lower bounds », SIAM Journal on Computing, vol. 40, no 3,‎ 2011, p. 827–847 (DOI 10.1137/09075336X, lire en ligne).
- Timothy Chan et Mihai Pătraşcu, « Transdichotomous results in computational geometry, I: Point location in sublogarithmic time », SIAM Journal on Computing, vol. 39, no 2,‎ 2010, p. 703–729 (DOI 10.1137/07068669X, lire en ligne).
- Mihai Pătraşcu et Mikkel Thorup, « Higher lower bounds for near-neighbor and further rich problems », SIAM Journal on Computing, vol. 39, no 2,‎ 2010, p. 730–741 (DOI 10.1137/070684859, lire en ligne) — Une version prélimiaire est parue dans FOCS 2006.
- Erik Demaine, Dion Harmon, John Iacono et Mihai Pătraşcu, « Dynamic optimality—almost », SIAM Journal on Computing, vol. 37, no 1,‎ 2007, p. 240–251 (DOI 10.1137/S0097539705447347, lire en ligne) — Une version prélimiaire est parue dans FOCS 2004.
- Mihai Pătraşcu et Erik Demaine, « Logarithmic lower bounds in the cell-probe model », SIAM Journal on Computing, vol. 35, no 4,‎ 2006, p. 932–963 (DOI 10.1137/S0097539705447256, arXiv cs/0502041, lire en ligne)